# Tanvi Shah
Tanvi Shah (1 december 1985) is een Indiase playback-zangeres. Ze zingt liedjes voor Indiase films, maar treedt ook op met een groep, Zahrra. Ze componeerde en zong het Spaanstalige deel van het lied "Jai Ho" in de soundtrack voor de film Slumdog Millionaire. Voor de bijdrage aan deze compositie van A.R. Rahman en Gulzar deelde ze met hen in 2008 de Grammy die het lied kreeg in de categorie "Best Song Written for Visual Media".
Shah werkt al sinds 2004 samen met A.R. Rahman. Ze zong liedjes voor hem voor bijvoorbeeld de films Yuva (2004) en Delhi-6 (2009). "Jai Ho" uit Slumdog Millionaire leverde haar ook andere gedeelde awards op: een BMI Award en een World Soundtrack Award. Andere componisten waarvoor Shah zong waren Yuvan Shankar Raja (bijvoorbeeld voor de films Paiyaa en Goa uit 2010) en Srikanth Deva (Thotta, 2008). Ze zingt zowel liedjes in Hindi als in Tamil, Engels en Telugu.